# Гейльприн, Иехиель бен-Соломон
Иехиель бен-Соломон Гейльприн (реже Гальперин и Гейльперн; род. 1660 года, ум. в Минске около 1746 года) — литовско-польский раввин-талмудист, каббалист и летописец; автор известной исторической летописи «Седер га-Дорот» (1725; изд. Карлсруэ; 1768—1769).

## Биография
Иехиель Гейльприн — сын некоего Соломона (бен-Соломон) и потомок Соломона Лурии (Ари); он смог проследить свою генеалогию через Раши вплоть до танная Иоханана га-Сандлара.
Сперва Гейльприн состоял раввином в Глуске, а с 1711 года до смерти — в Минске, где заведовал также иешиботом. Славился как один из наиболее выдающихся талмудистов своего времени; убежденный противник казуистики, он сгруппировал вокруг себя значительное число прогрессивно настроенных учеников. В течение долгого времени ему приходилось бороться с Арье-Лебом бен-Ашер, который ещё в молодости учредил иешибот в Минске. Арье-Леб напал на метод преподавания Гейльприна, и антагонизм между учителями распространился на их учеников.
Гейльприн занимался каббалой, которой посвятил особое сочинение «Ir Chochmah».

## Сочинения

### «Седер га-Дорот»
Известность Гейльприна основана, главным образом, на книге «Седер га-Дорот» («Seder ha-Doroth», состоящей из трех частей:
- 1/ именуется «Jemot Olam», — летопись от сотворения мира до 1696 года, основанная на сочинениях: Авраама Закуто («Juchasin»; «Книга родословных»; 1498), Гедальи ибн-Яхьи («Schalschelet ha-Kabbalah»; «Цепь традиции»; Венеция, 1587) и Давида Ганса («Zemach David»; «Цемах Давид»; «Поросль Давида»; 1-е изд. Прага, 1592);
- 2/ «Seder ha-Tannaim weha-Amoraim» — перечисляются в алфавитном порядке имена всех таннаев и амораев и приводятся их мнения и талмудические изречения;
- 3/ перечень авторов книг послеталмудического периода; эти сведения являются дополнением к библиографическому труду отца еврейской библиографии Саббатая Басса «Sifte Jeschenim» (Амстердам, 1680).

Крупное научное значение имеет вторая часть, где автору удалось систематизировать запутанные сведения ο талмудистах; в первой же части Гейльприн много заимствовал из указанных летописей, особенно из «Поросли Давида» Давида Ганса.
Интересно отметить, что Гейльприн не упоминает ο движении, вызванном Саббатаем Цеви. «Сущность истории Гейльприн видит в генеалогии учёных, святых мужей и раввинов; историография имеет оправдание лишь как прислужница раввинизма. Однако и такое узкое понимание истории было совершенно чуждо современникам Гейльприна» (Дубнов).
Впервые «Seder ha-Doroth» было издано внуком автора, Иегудой-Лебом Гейльприном, в Карлсруэ в 1768—1769 гг., причём выдержало несколько изданий. Последнее, с биографическим введением, выпущено Н. Маскилейсоном в Варшаве (1882).

### Прочие труды
Из многочисленных сочинений Гейльприна, упомянутых им в книге «Седер га-Дорот», были изданы:
- «Erke ha-Kinnujim» — словарь синонимов и омонимов, встречающихся в Библии, Талмуде и других, главным образом каббалистических источниках (Дигернфурт, 1806);
- Гейльприн принципиально не давал апробаций (согласия) на сочинения; исключением были сочинения «Ir Chochmah» и «Magen ha-Elef».